# Craugastor brocchi
Craugastor brocchi is een kikker uit de familie Craugastoridae. De soort werd voor het eerst wetenschappelijk beschreven door Boulenger in 1882. Oorspronkelijk werd de wetenschappelijke naam Hylodes brocchi gebruikt. De soort behoorde lange tijd tot het geslacht Eleutherodactylus. De soortaanduiding brocchi is een eerbetoon aan de bioloog Paul Brocchi (1838 - 1898).
De kikker komt voor in delen van Midden-Amerika en leeft in de landen Guatemala en Mexico. Craugastor brocchi wordt bedreigd door het verlies van habitat.